# 中西區 (香港)
中西區（英語：Central and Western District）是香港十八區之一，位於香港島西北部，1975年由中區和西區的北部合併而成。
中西區是香港開埠之後最早發展的地區，其中中環是香港最重要的商業中心區，而西環則是早期的華人住宅區。中環區內以商業大廈為主，人口較少，中西區主要的住宅區如上環和西環（即西營盤、石塘咀和堅尼地城）一帶以單幢或小型屋苑舊樓為主，而中半山及山頂則是一處富豪聚居地。
根據2021年人口普查，中西區人口約為235,953人，亦是香港十八區中收入最高的地區以及全港最高學歷的地區，46.5%人口持專上教育學位課程。

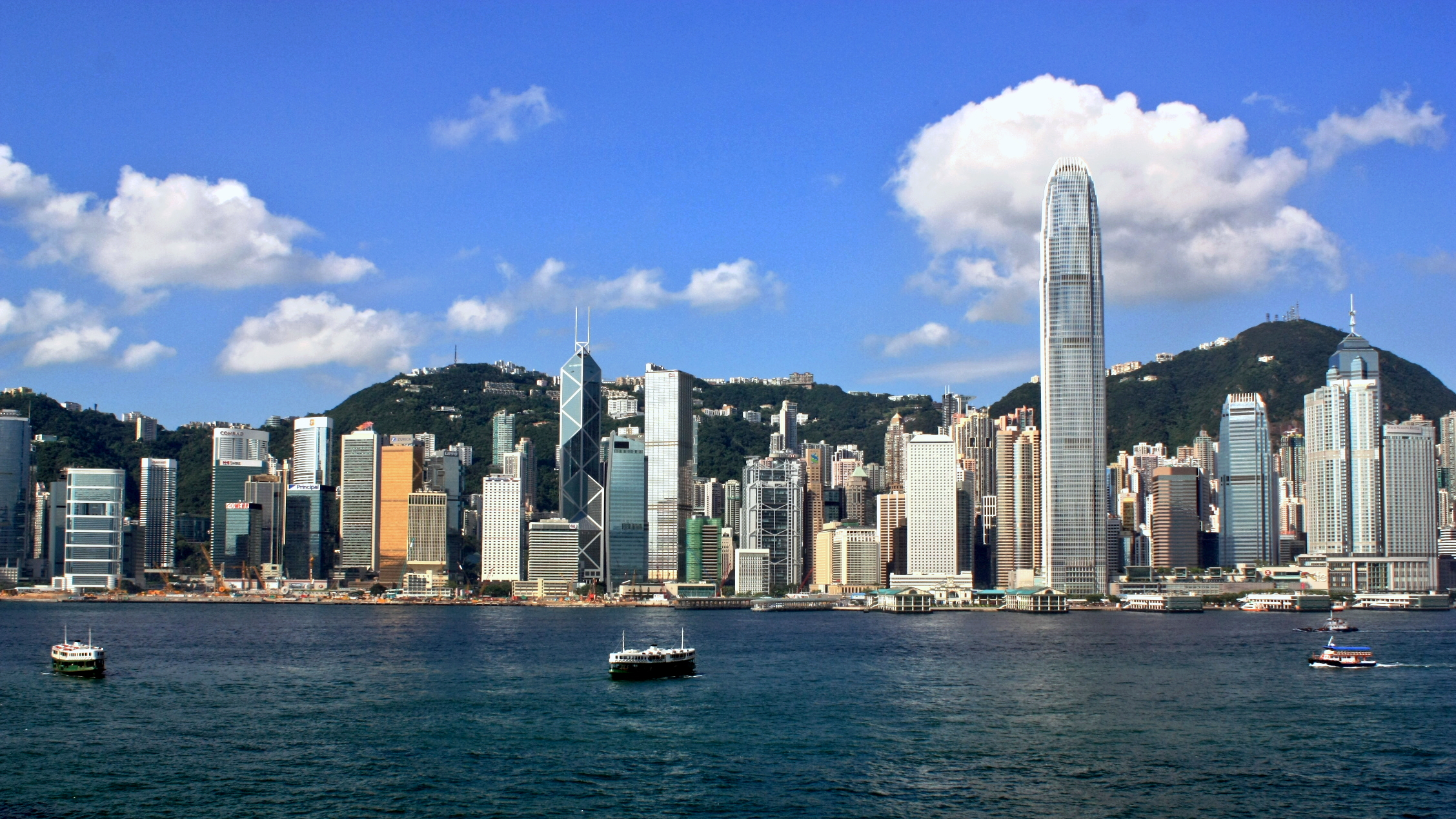
圖中是中環及太平山

香港中環夜景

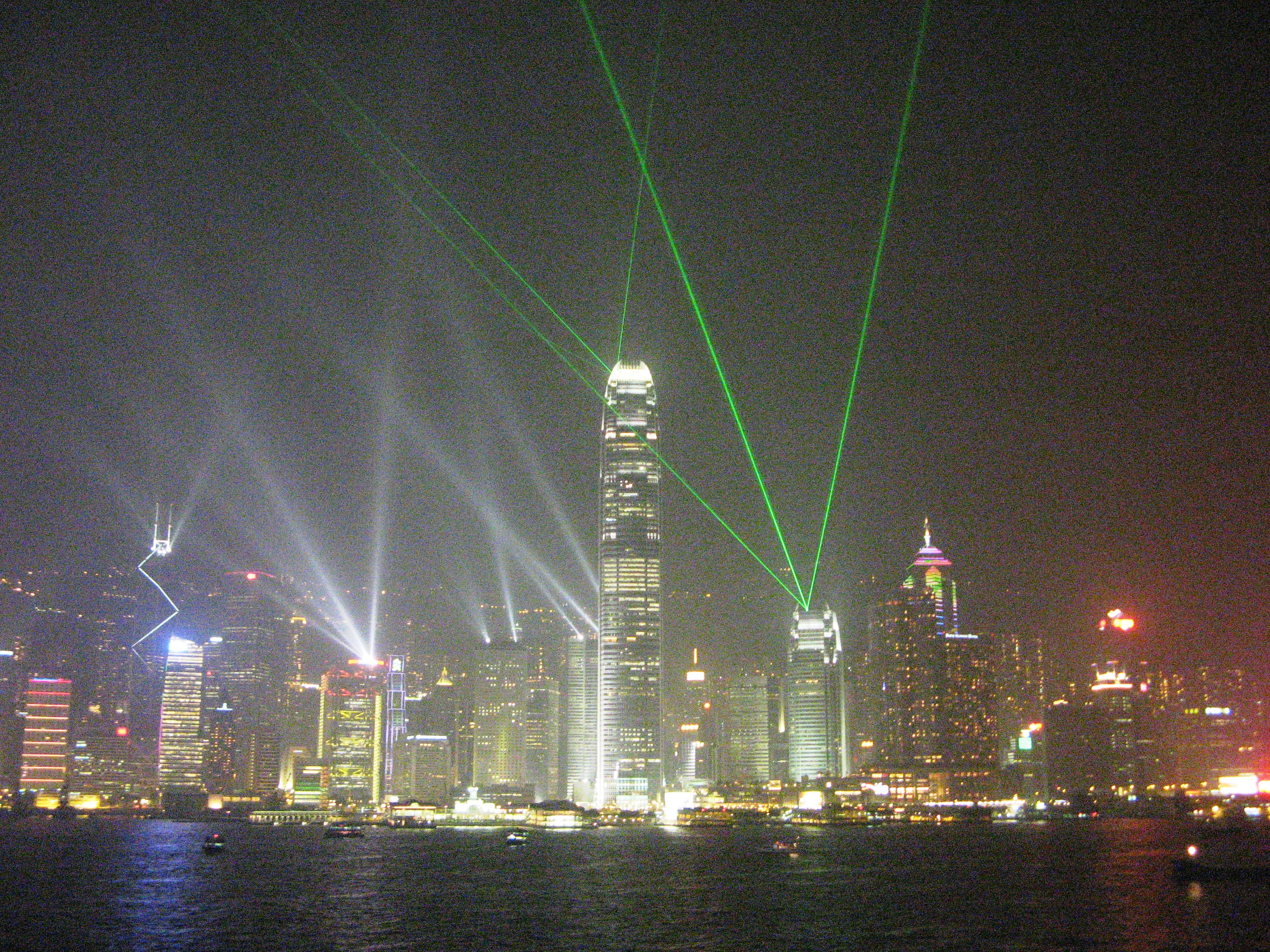
幻彩詠香江

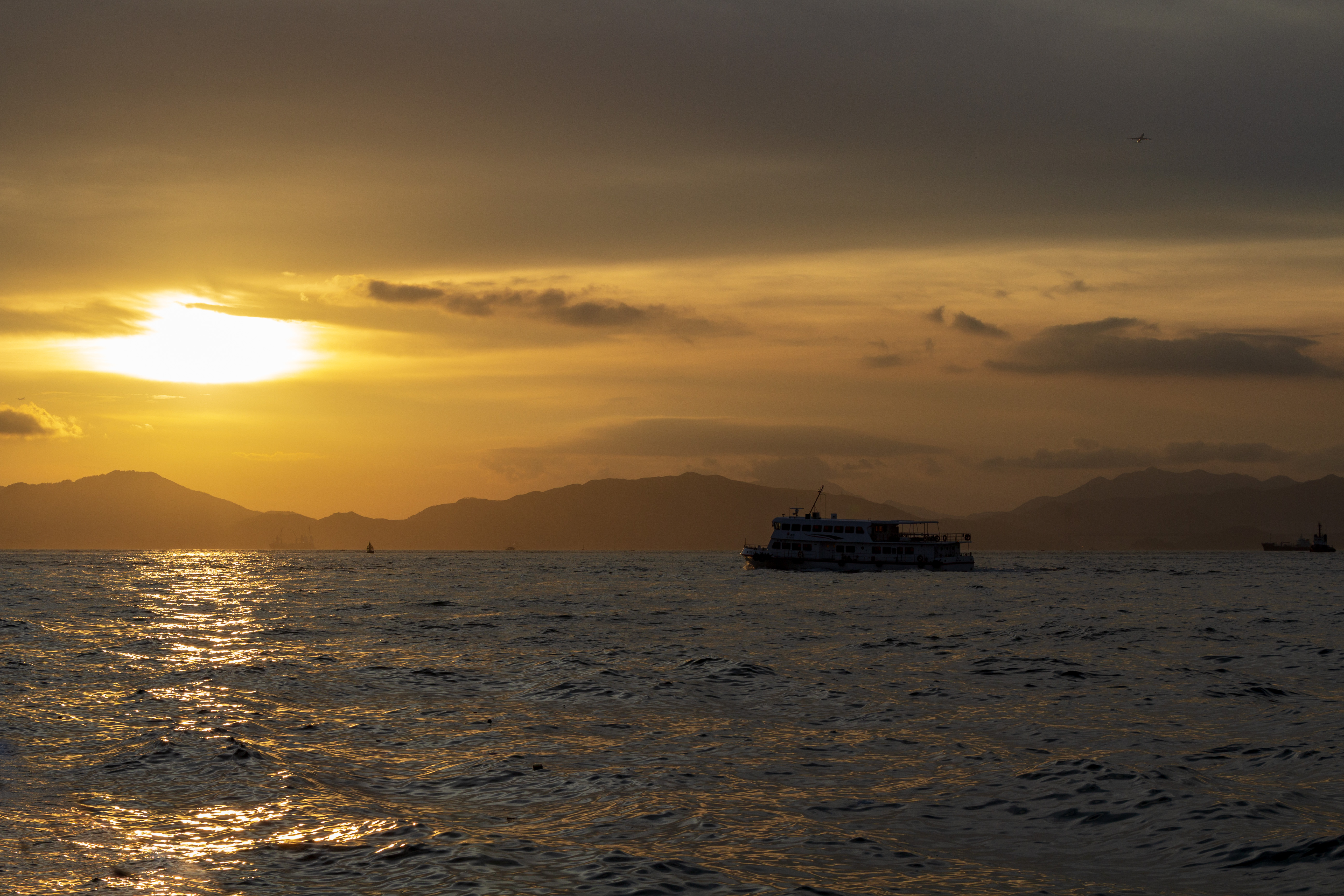
中西區日落景致

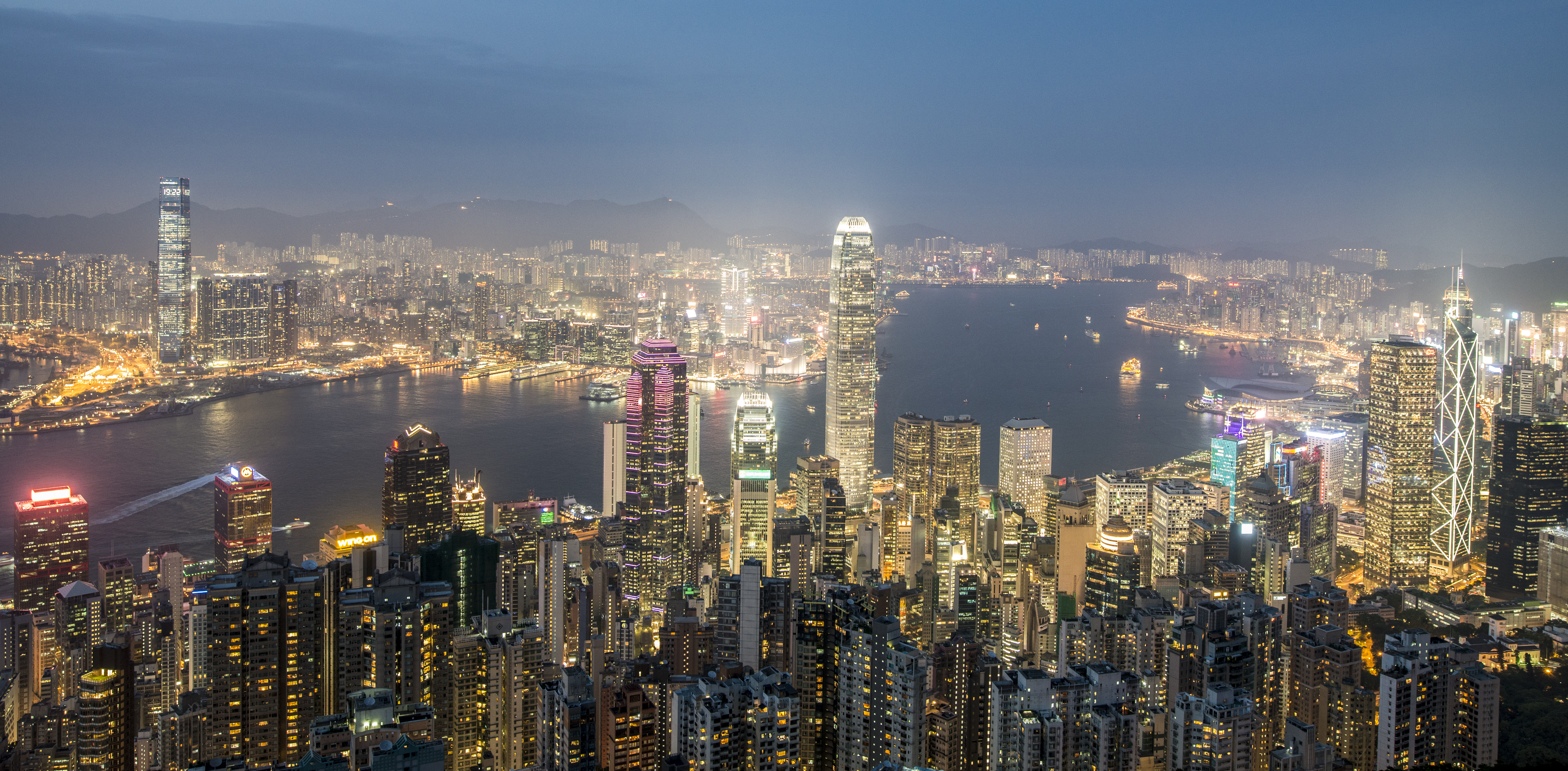
中西區晚上景致

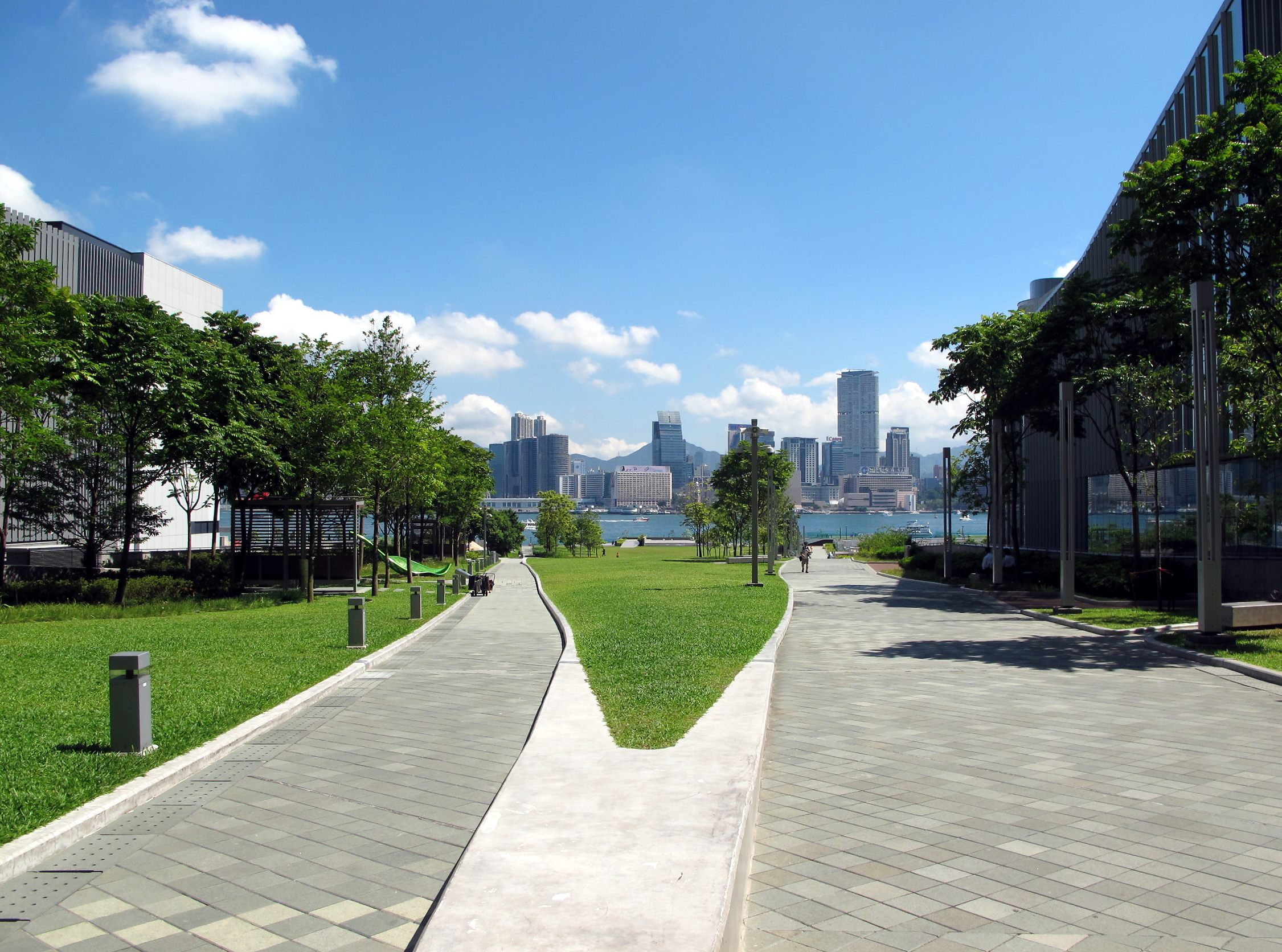
添馬公園

## 地理
中西區可以細分為中區、西區和半山區三個部份，中區包括金鐘、中環和上環等地，西區包括西環（即西營盤、石塘咀和堅尼地城）和摩星嶺，而半山區則包括太平山和薄扶林道北部一帶（主要是香港大學本部校園）。
中西區東接灣仔區、南接南區。北部水域與葵青區和油尖旺區連接。西部水域則與離島區連接。

## 歷史
第一次鴉片戰爭，滿清政府戰敗給英國。英軍在1841年1月26日在香港島，今日上環的水坑口登陸。之後根據1842年簽署的《南京條約》，清帝國割讓香港島，大英帝國於今日的中環及上環一帶建立維多利亞城，而四環九約中的三環及六約，均在今中西區範圍之內。
1969年因應民政主任計劃，香港被分為多區。當時上環、中環及半山區屬於「中區」，西環連同現今南區之西部屬於「西區」。1975年9月29日，港府進行行政區劃重整，摩星嶺以南的西區及原屬東區的赤柱和石澳另組成南區，「中區」和剩餘的「西區」則合併為「中西區」。

## 移民史
中西區居住了不少福建人以及廣東省內的潮州人，亦有2,600多以及2,800多人以閩南話和潮州話為母語，大多為老一輩的人口。福建人在開埠以來大量遷入中上環以及中上環半山一帶，文咸東、西街、永樂街的轉口貿易，藥材，船務絕大多數都是福建人經營，至今大部份福建人仍居於中上環一帶。而潮州人則主要聚居於西環及西環半山一帶，不少潮汕社團在西環區內均有很大的影響力。
區內人物：
- 陳方安生：香港政治人物，曾任政府官員及立法會直選議員
- 歐贊年：香港公民社會發展資源中心成員

## 區域組織

### 民政事務專員
現任中西區民政事務專員為鄭建瑩女士，於2025年2月13日接替梁子琪出任該區專員。

### 歷任專員

#### 中區民政主任
- 吳澤霖先生（任期：1968年11月11日－1971年12月17日）
- 何蔭璇先生（任期：1971年12月17日－1973年10月1日）
- 黃張綠萍女士（任期：1973年10月1日－1974年12月16日）
- 苗華安先生（任期：1974年12月16日－1975年9月29日）

#### 西區民政主任
- 吳國泰先生（任期：1968年5月1日－1970年7月9日）
- 楊永泰先生（任期：1970年7月19日－1971年1月18日）
- 吳澤霖先生（任期：1971年1月18日－1971年2月21日，代理）
- 楊永泰先生（任期：1971年2月22日－1971年5月4日）
- 關禮雄先生（任期：1971年5月5日－1971年12月13日，代理）
- 許仕仁先生（任期：1971年12月13日－1974年5月15日）
- 胡錫贊先生（任期：1974年5月16日－1974年9月23日）
- 吳榮奎先生（任期：1974年9月23日－1975年9月29日）

#### 中西區民政主任
- 吳榮奎先生（任期：1975年9月29日－1976年8月23日）
- 馮載祥先生（任期：1976年8月23日－1980年4月22日）
- 陳育德先生（任期：1980年4月22日－1982年7月6日）

#### 中西區及灣仔政務專員
- 高傑博女士（任期：1982年7月6日－1983年6月23日）
- 趙婉珠女士（任期：1983年6月23日－1984年）
- 林錦光先生（任期：1984年－1985年6月2日）

#### 中西區政務專員
- 林錦光先生（1985年）
- 余志福先生（1990年）
- 容偉雄先生（1996年）
- 李鍾美裕女士（任期：1997年2月12日－1997年6月30日）

#### 中西區民政事務專員
- 李鍾美裕女士（任期：1997年7月1日－2001年7月15日）
- 黃保華先生（任期：2001年7月16日－2004年10月14日）
- 尤桂莊女士（任期：2004年10月15日－2008年9月30日）
- 何吳靜靜女士（任期：2008年10月2日－2012年5月13日）
- 周可喬女士（任期：2012年5月14日－2016年1月17日）
- 黃何詠詩女士（任期：2016年1月18日－2020年6月29日）
- 梁子琪先生（任期：2020年6月30日至－2025年2月12日）
- 鄭建瑩女士（任期：2025年2月13日至今）

### 區議會
中西區區議會是香港十八個區議會之一，負責協助處理中西區的事務，共有15名議員,現屆中西區區議會由民主派主導，現任的3名議員當中2名為民主派議員，1名為建制派議員,現任中西區區議會副主席是楊浩然先生。
分區委員會
中西區內設有3個分區委員會，負責推動公眾參與地區事務：
- 中環及半山分區委員會
- 上環及西營盤分區委員會
- 石塘咀及堅尼地城分區委員會

## 統計資料
根據2021年的人口普查資料，中西區的人口資料如下：
| 人口特徵 - 人口： 235,953 人 - 15歲以下： 10.3% - 15至24歲： 7.1% - 25至44歲： 33.0% - 45歲至64歲： 30.3% - 65歲及以上： 19.3% - 年齡中位數： 44.8 歲 - 十五歲及以上從未結婚人口比例 - 男性： 30.2% - 女性： 32.3% 教育 - 15歲及以上人口具專上教育程度比例： 52.8% 勞動人口特徵 - 勞動人口： 138,216 人 - 勞動人口參與率 - 男性： 67.9% - 女性： 63.6% - 合計： 65.3% - 工作人口每月主業收入中位數（不包括外籍家庭傭工）： 30,000 港元 | 住戶特徵 - 家庭住戶數目： 88,922 戶 - 家庭住戶平均人數： 2.6 人 - 家庭住戶每月收入中位數： 45,040 港元 房屋特徵 - 有家庭住戶居住的屋宇單位數目： 88,712 個 - 每個屋宇單位的平均家庭住戶數目： 1.002 戶 - 自置居所住戶在家庭住戶總數目中所佔的比例： 55.3% - 家庭住戶每月按揭供款及借貸還款中位數： 18,000 港元 - 按揭供款及借貸還款與收入比率中位數： 21.3% - 家庭住戶每月租金中位數： 15,070 港元 - 租金與收入比率中位數： 28.0% - 居所樓面面積中位數： 41平方米 |

## 社區環境

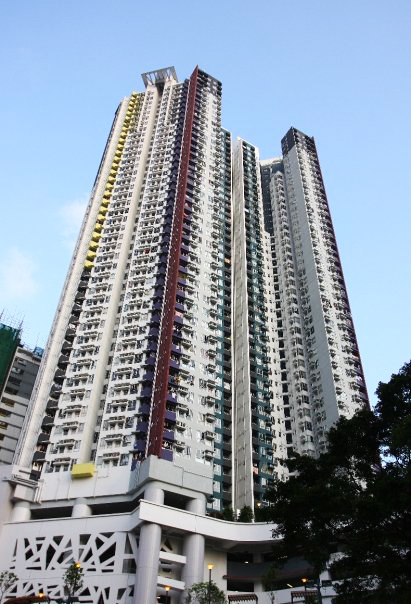
觀龍樓

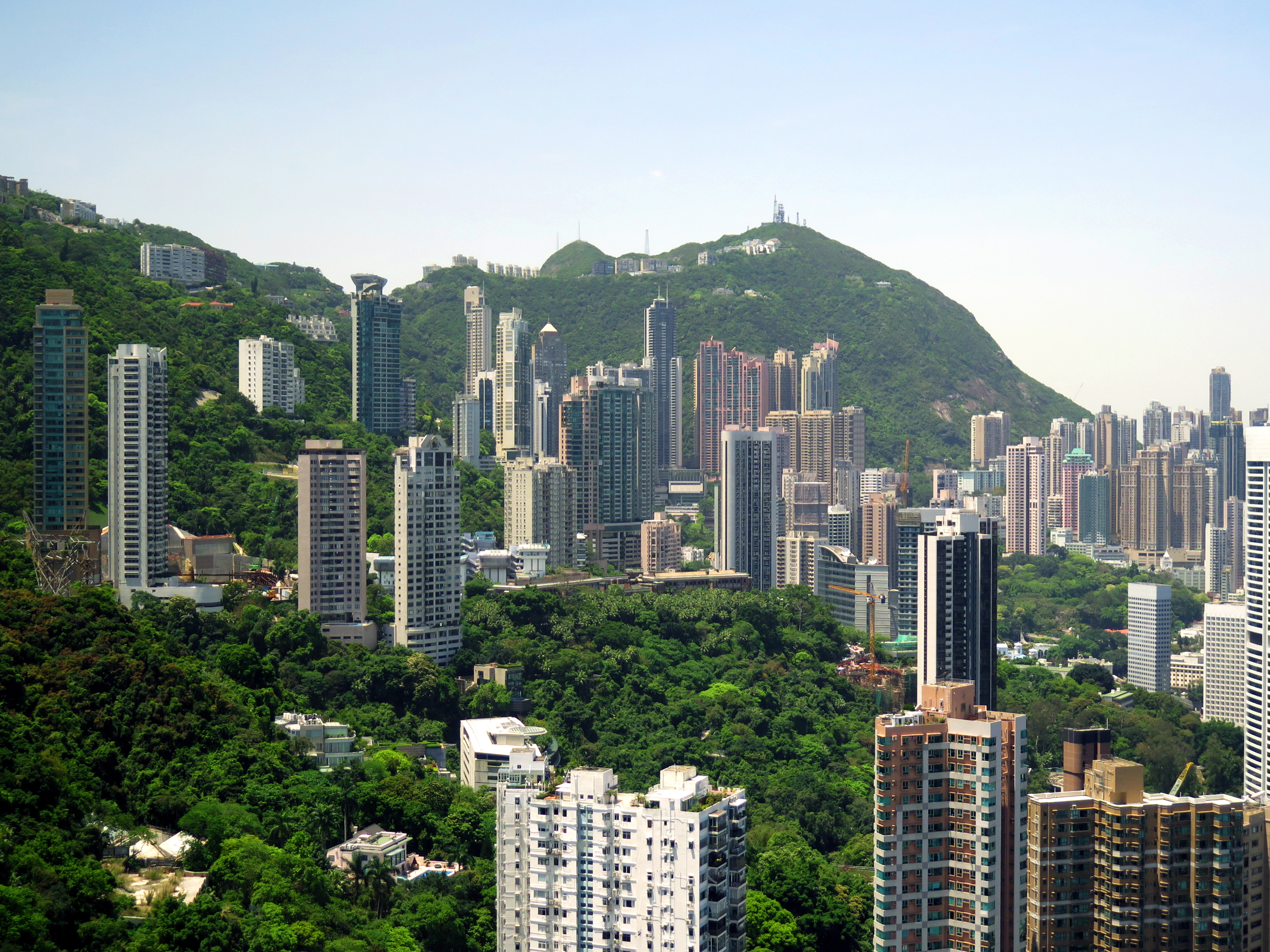
半山區住宅群

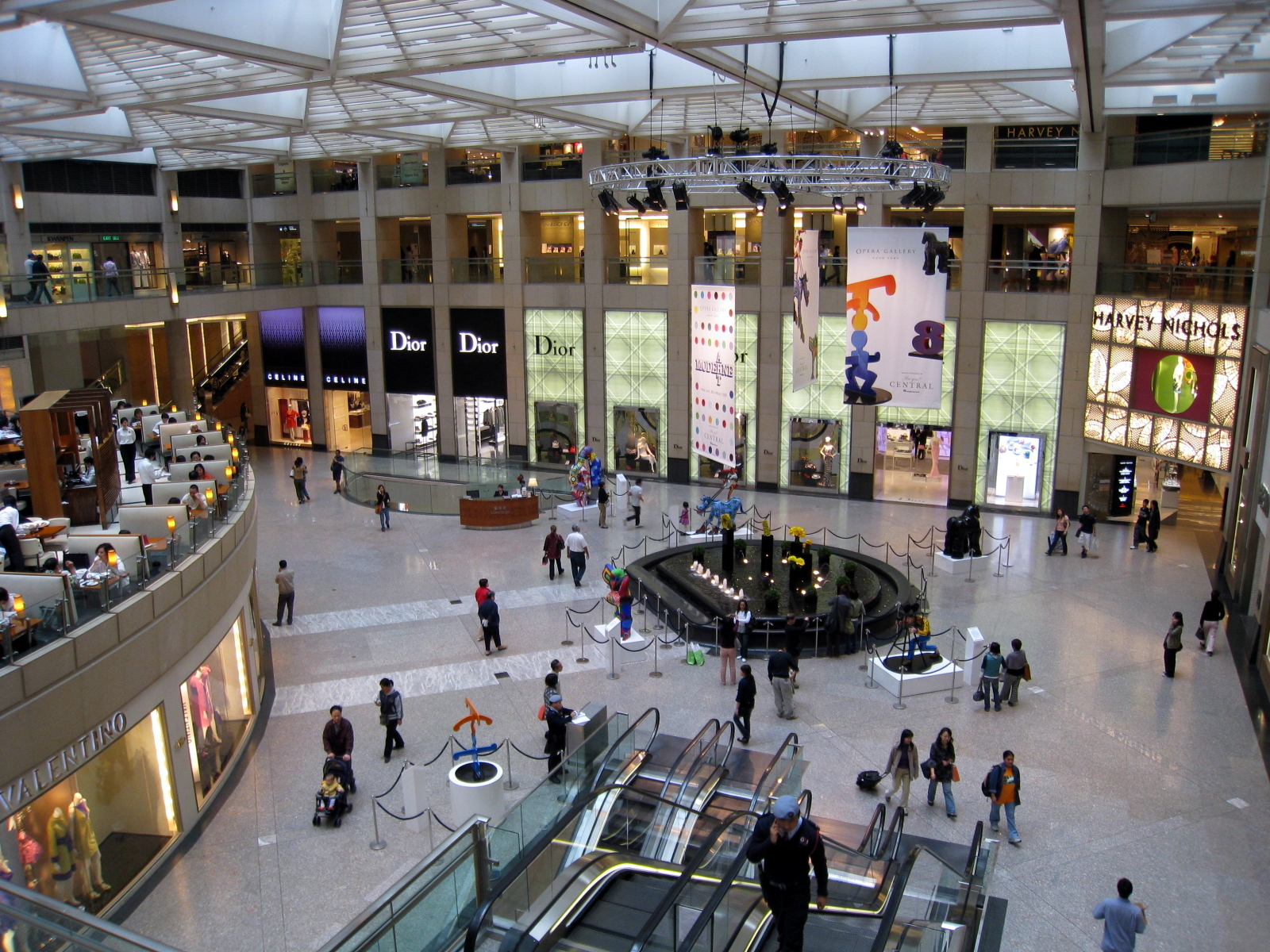
置地廣場

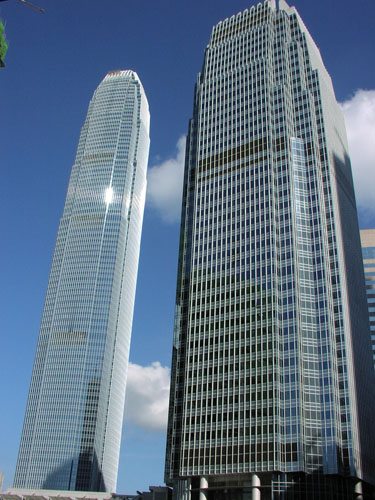
國際金融中心

中西區是香港最早發展的地區，也是開埠至今的行政及商業中心。區內商業區涵蓋金鐘及中環，而西環及半山區一帶則主力發展住宅區。中西區主要的住宅區如上環和西環（即西營盤、石塘咀和堅尼地城）一帶以以單幢樓同舊樓為主。

### 公共屋邨
香港房屋委員會及香港房屋協會在堅尼地城分別興建觀龍樓和西環邨，是中西區僅有的兩個公共屋邨，分別提供2,343個和636個單位。
政府早前撥出堅尼地城加惠民道的望海地皮發展公營房屋，合共提供2,340個單位，包括加惠民道公屋（一期）、加惠民道公屋（二期）及加惠民道居屋，預料最快2028落成。

### 私人屋苑
由於西營盤及中上環一帶於早年急促發展，以單棟式樓宇為主，難以覓地興建大型屋苑，故大部分屋苑均聚於半山區及堅尼地城一帶。中西區主要的住宅區如上環和西環（即西營盤、石塘咀和堅尼地城）一帶以單幢樓同舊樓為主。

### 大型商場
中西區為香港的中心商業區之一，故設有大量的商場，以供遊人購物。此外山頂及西區也設有數個商場，方便該區的居民消費。
| - 置地廣場 - 國際金融中心 - 金鐘太古廣場 - 金鐘廊 - 山頂廣場 - 凌霄閣 | - 信德中心 - 西港城 - 西寶城 |

### 商業樓宇
| - 香港匯豐總行大廈 - 中銀大廈 - 置地廣塲 - 怡和大廈 - 交易廣場 | - 國際金融中心 - 恒生銀行總行大廈 - 中環中心 - 信德中心 - 無限極廣場 |

## 公共設施

### 教育

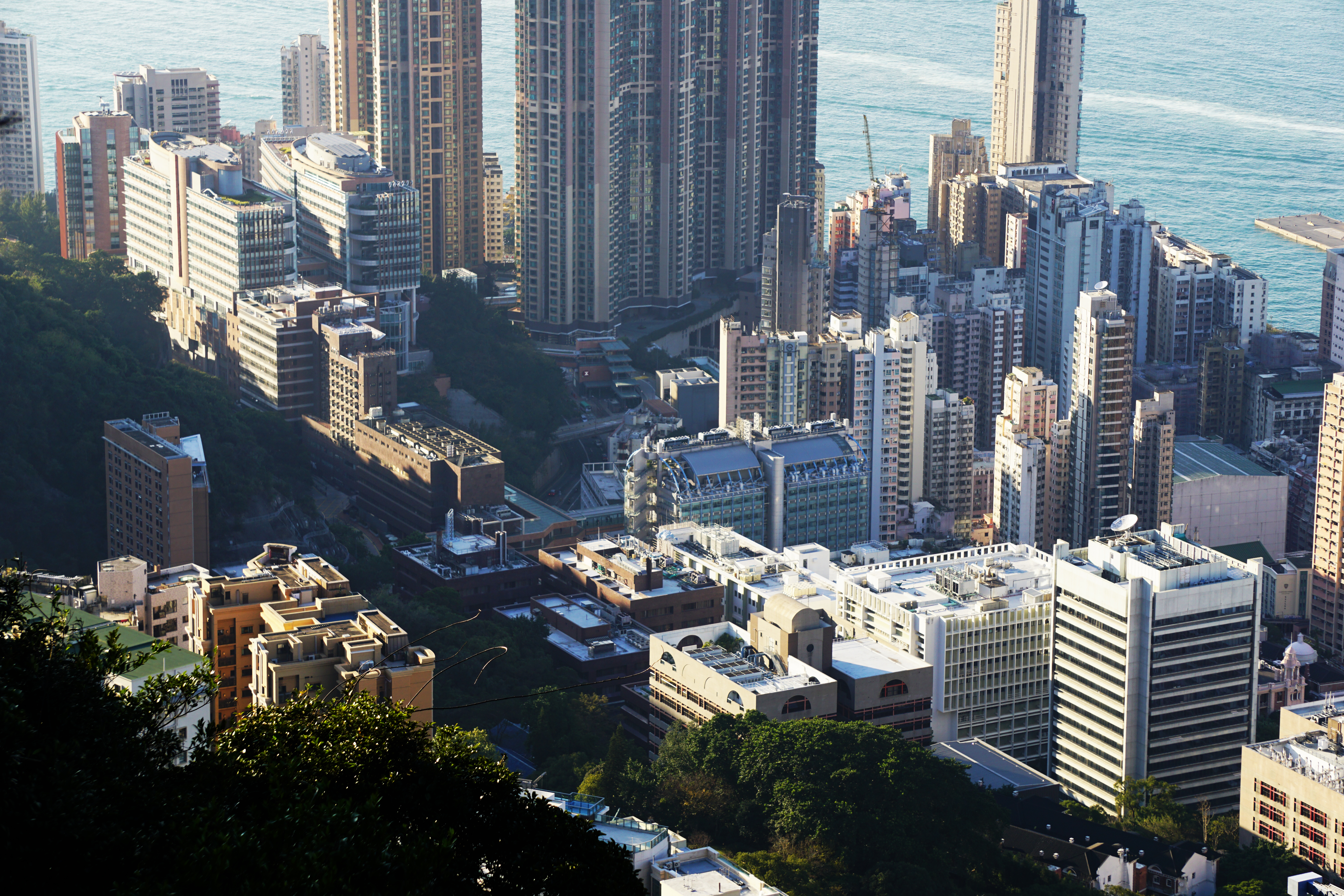
香港大學

| 大專院校 - 香港大學本部校園 - 香港大學專業進修學院金鐘教學中心、統一教學中心 - 香港科技專上書院上環分校 - 香港中文大學專業進修學院中環教學中心 神學院 - 聖公會明華神學院 | 中學教育 中西區內有13間中學。大部份為傳統名校。 小學教育 幼兒教育 |

### 醫療服務

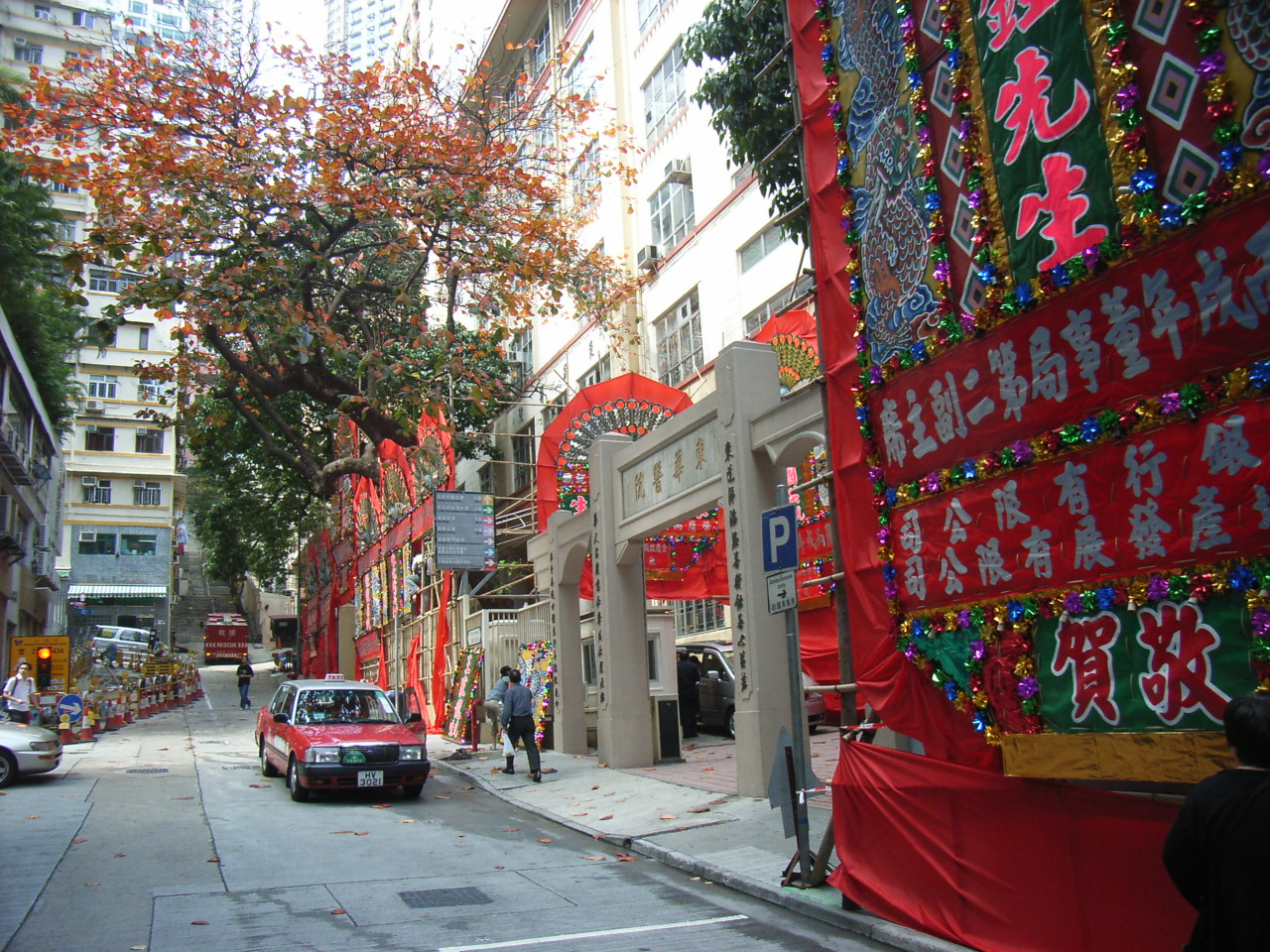
東華醫院

中西區設有東華醫院、贊育醫院兩間公立醫院，負責提供日間醫療和社區醫療服務，唯沒有急症醫院，所有中西區的急症都會被送往南區的瑪麗醫院。中西區也設有三間普通科門診，分別是中區健康院普通科門診診所、西營盤賽馬會分科診所以及堅尼地城賽馬會診所。中西區還有兩間私家醫院，分別是香港明愛的嘉諾撒醫院以及明德國際醫院。2008年以前更曾設有香港聖公會的港中醫院，但現已關閉。

### 文康娛樂

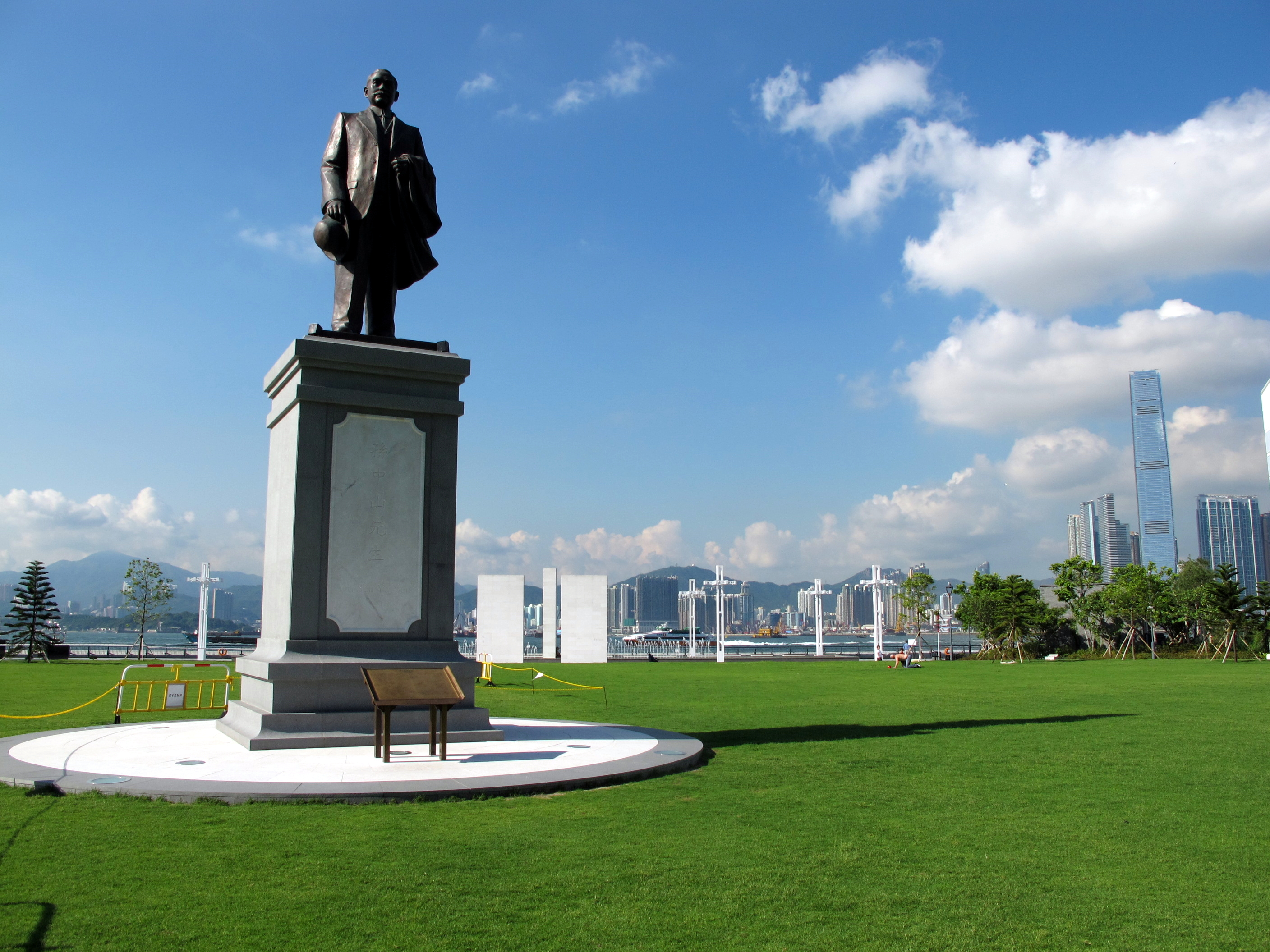
中山紀念公園

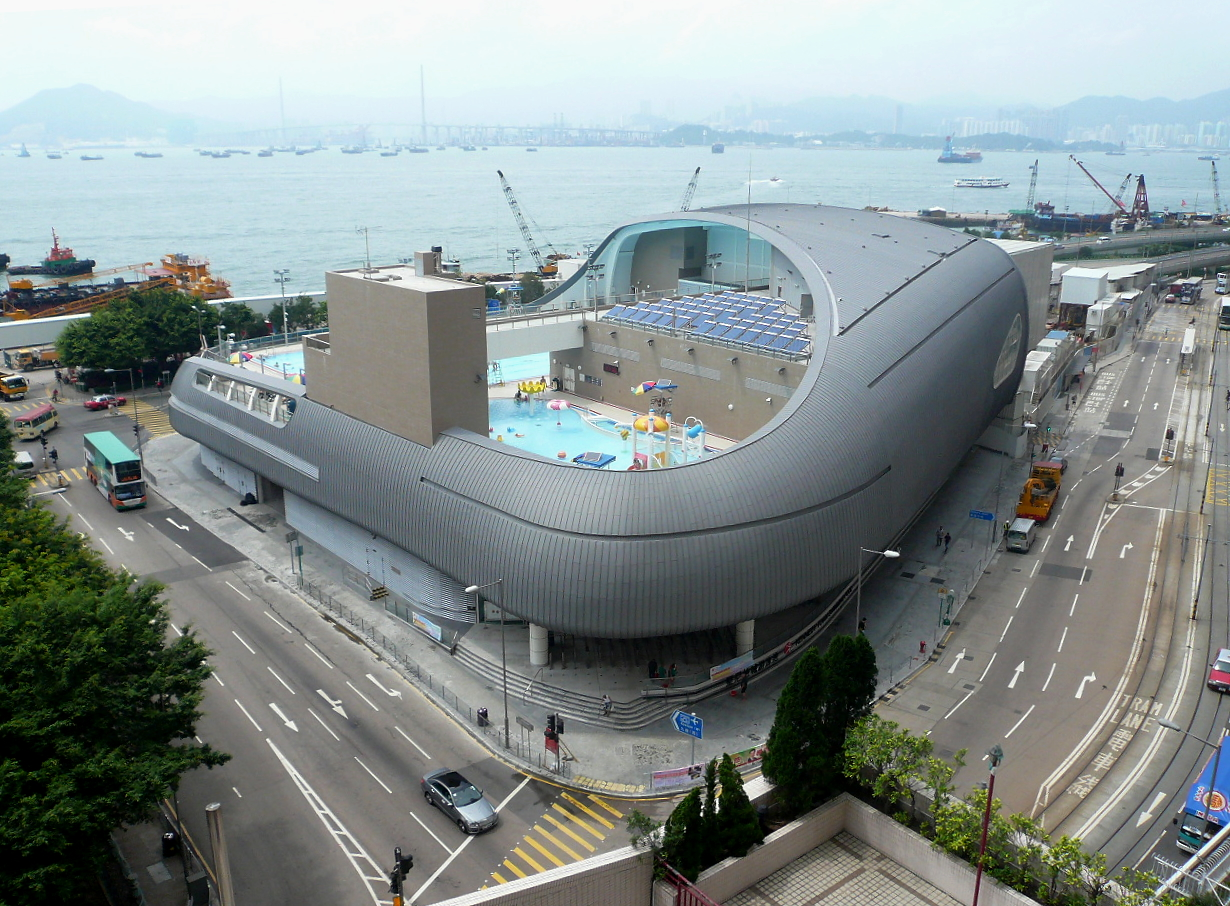
堅尼地城游泳池

| 博物館 - 茶具文物館 - 孫中山紀念館 - 香港醫學博物館 - 展城館 - 香港新聞博覽館 - 香港大學美術博物館 - 香港交易所展覽館 圖書館 - 大會堂公共圖書館 - 石塘咀公共圖書館 - 士美非路公共圖書館 社區中心、會堂及表演場地 - 香港大會堂 - 上環文娛中心 - 西區社區中心 - 西營盤社區綜合大樓 - 堅尼地城社區綜合大樓 | 康樂場地 - 香港佐治五世紀念公園 - 中山紀念公園 - 遊樂場 - 李陞街遊樂場 - 第三街遊樂場 - 堅彌地城遊樂場 - 科士街臨時遊樂場 - 堅彌地城臨時遊樂場 - 堅彌地城配水庫遊樂場 - 薄扶林道遊樂場 - 卜公花園 - 堅尼地道遊樂場 - 干德道配水庫遊樂場 體育館 - 香港公園體育館 - 上環體育館 - 中山紀念公園體育館 - 石塘咀體育館 - 士美非路體育館 游泳池 - 堅尼地城游泳池 - 中山紀念公園游泳池 | 公園 - 香港公園 - 香港動植物公園 - 中山紀念公園 - 中西區海濱長廊 - 山頂公園 - 添馬公園 - 公園 - 卑路乍灣公園 - 愛丁堡廣場 - 皇后像廣場 - 遮打花園 壁球場 - 香港壁球中心 |

## 旅遊
- 山頂
- 山頂創意市集
- 皇后像廣場
- 中環至半山自動扶梯系統
- 蘭桂坊
- 摩羅街
- 中環蘇豪區
- PMQ元創方
- 舊中區警署建築群（大館）
- 中西區文物徑─上環線

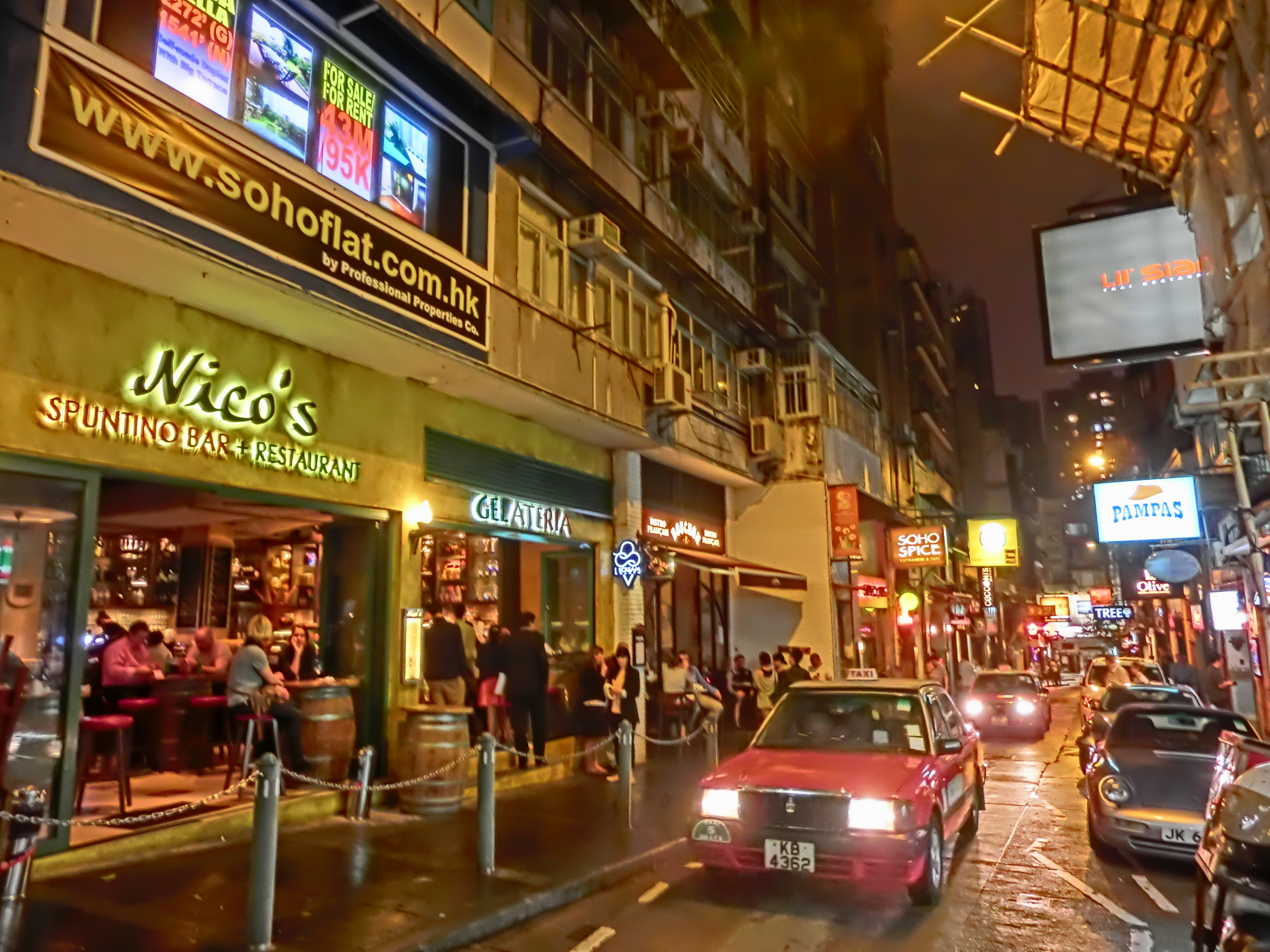
中環蘇豪區

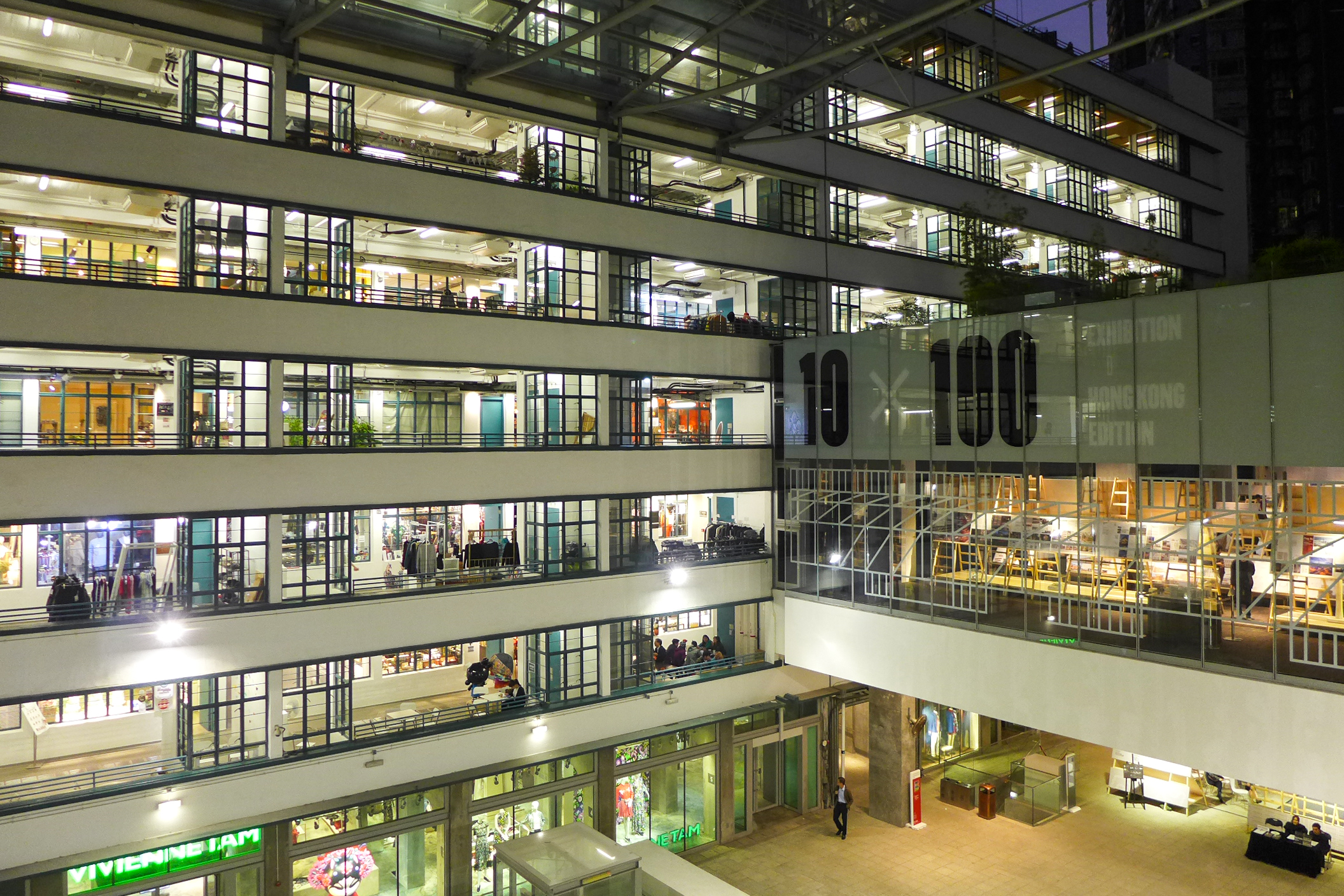
PMQ元創方

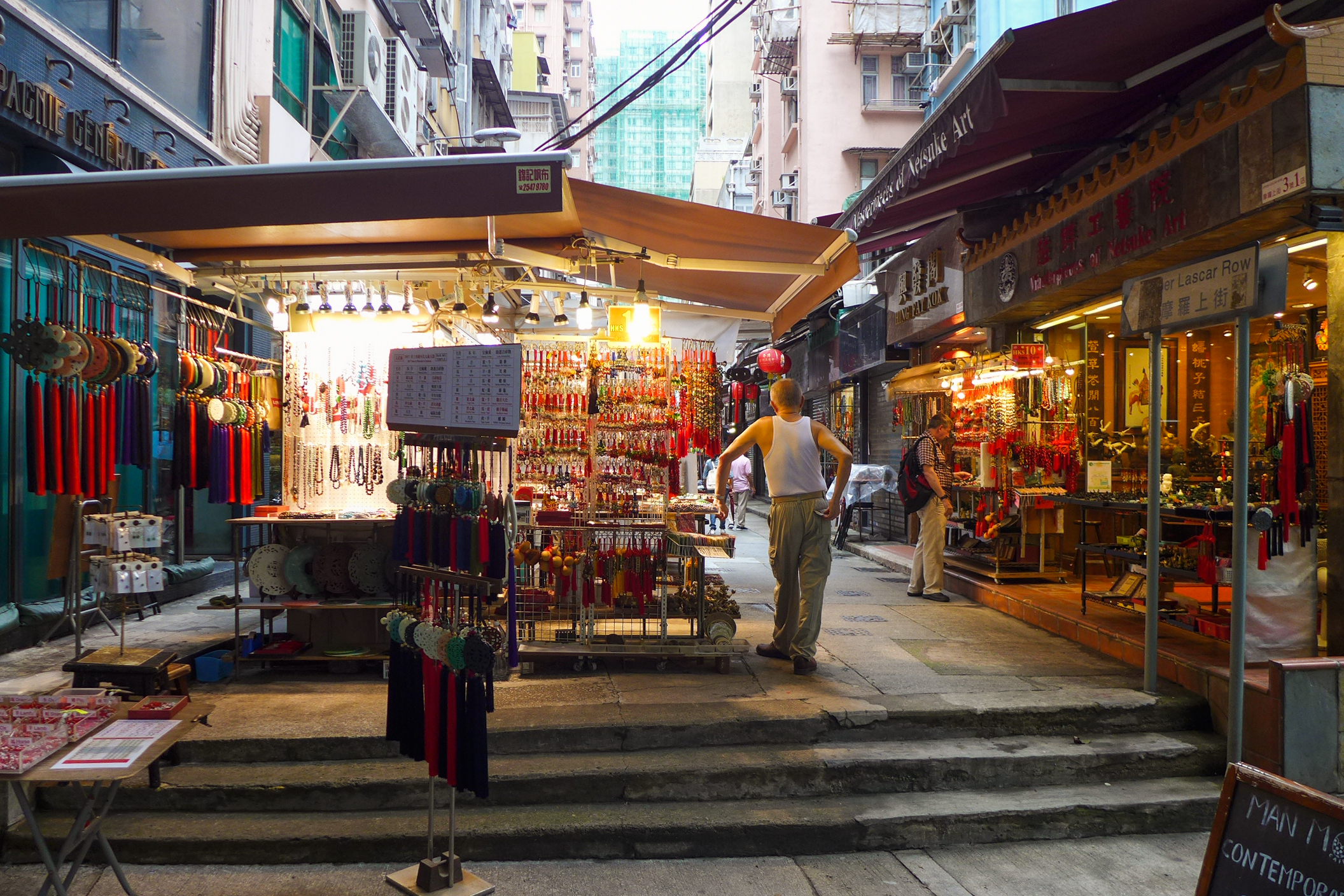
摩羅街

  - 中環消防總局舊址 → 雅麗氏醫院及附設香港西醫書院舊址 → 中環街市 → 輔仁文社舊址 → 砵典乍街（石板街） → 楊衢雲烈士殉難處 → 香港興中會總部舊址 → 「四大寇」聚所－楊耀記舊址 → 回教清真禮拜堂 → 理雅各博士紀念牌匾 → 猶太教莉亞堂 → 中央書院舊址 → 倫敦會樓 → 皇仁書院舊址 → 甘棠第 → 美國公理會佈道所舊址 → 道濟會堂舊址
  - 文武廟 → 香港中華基督教青年會 → 舊病理學院 → 堅道警官宿舍舊址 → 合一堂 → 同盟會招待所舊址 → 1894年鼠疫災區遺址紀念牌匾 → 廣福義祠 → 太平山街 → 東華醫院 → -{荷李活道} → 水坑口遺址 → 大笪地遺址 → 高陞戲院舊址 → 文咸街 → 南北行公所 → 上環街市南座舊址 → 舊上環街市北座（西港城）
- 中西區文物徑─中區線
  - 愛丁堡廣場 → 皇后像廣場 → 和平紀念碑 → 舊香港會會所 → 舊最高法院（終審法院大樓） → 香港木球會會所舊址紀念牌匾 → 美利樓舊址 → 首座大會堂舊址紀念牌匾 → 美利操場舊址 → 前法國外方傳道會大樓（前終審法院，計劃作法律相關組織使用） → 聖約翰座堂
  - 舊三軍司令官邸（茶具文物館） → 基督科學教會香港第一分會 → 羅連信樓（紅棉路婚姻註冊處） → 聖保羅男女中學 → 卡素樓（香港視覺藝術中心） → 香港動植物公園 → 聖約瑟書院北座及西座 → 梅夫人婦女會主樓 → 堅尼地道28號 → 山頂纜車總站
  - 香港禮賓府 → 聖公會會督府 → 聖母無原罪主教座堂 → 聖保羅堂 → 域多利監獄 → 都爹利街石階與煤氣路燈 → 前中央裁判司署 → 畢打街鐘樓舊址 → 中區警署 → 畢打行 → 杏讌樓西菜館舊址 → 1841年原有海旁紀念牌匾 → 中國日報報館舊址 → 1843至65年海旁填海紀念牌匾 → 厘沙路醫生紀念牌匾 → 1890至1904年海旁填海紀念牌匾 → 和記棧舊址 → 郵政總局舊址 → 舊牛奶公司寫字樓（藝穗會及外國記者協會）
- 中西區文物徑─西區及山頂線
  - 山頂纜車總站 → 山頂餐廳 → 舊總督山頂別墅守衛室 → 總督山頂別墅舊址 → 盧吉道 → 松林炮台 → 維多利亞城界石 → 石寓
  - 香港大學明原堂 → 聖士提反女子中學主樓 → 香港大學本部大樓 → 拔萃男書室舊址 → 香港大學孔慶熒樓 → 前華人精神病院（東邊街美沙酮診所） → 西區抽水站及濾水廠工人宿舍 → 舊精神病院 → 前香港大學馮平山博物館（香港大學美術博物館） → 舊半山區警署（港島總區刑事總部） → 香港大學鄧志昂樓 → 聖類斯中學 → 英皇書院 → 前西區消防局（保良局陳區碧茵頤養院） → 救恩堂 → 香港道德會福慶堂 → 舊贊育產科醫院（西區社區中心） → 魯班先師廟
- 中西區行山徑
  - 盧吉道

## 交通

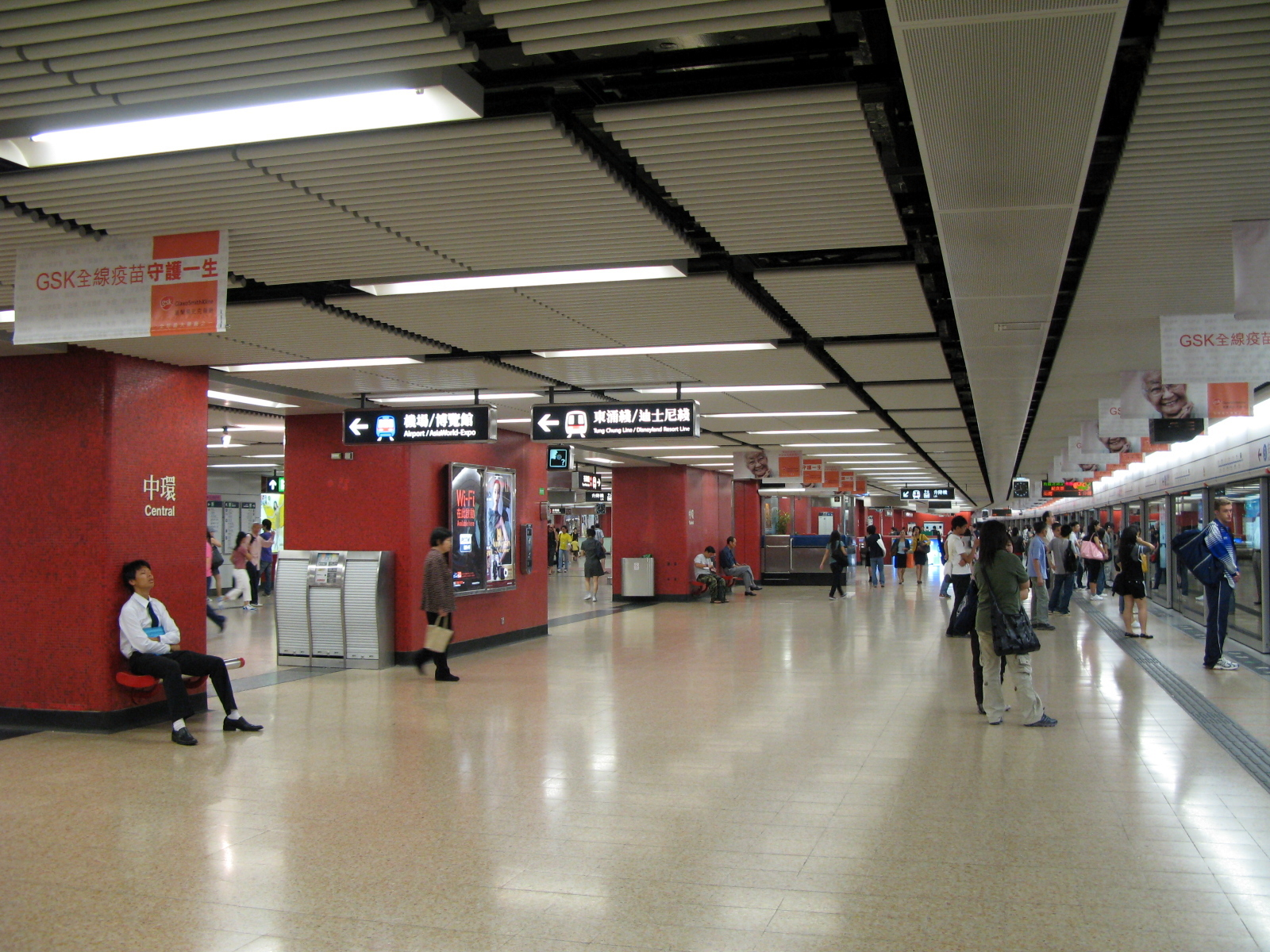
港鐵中環站

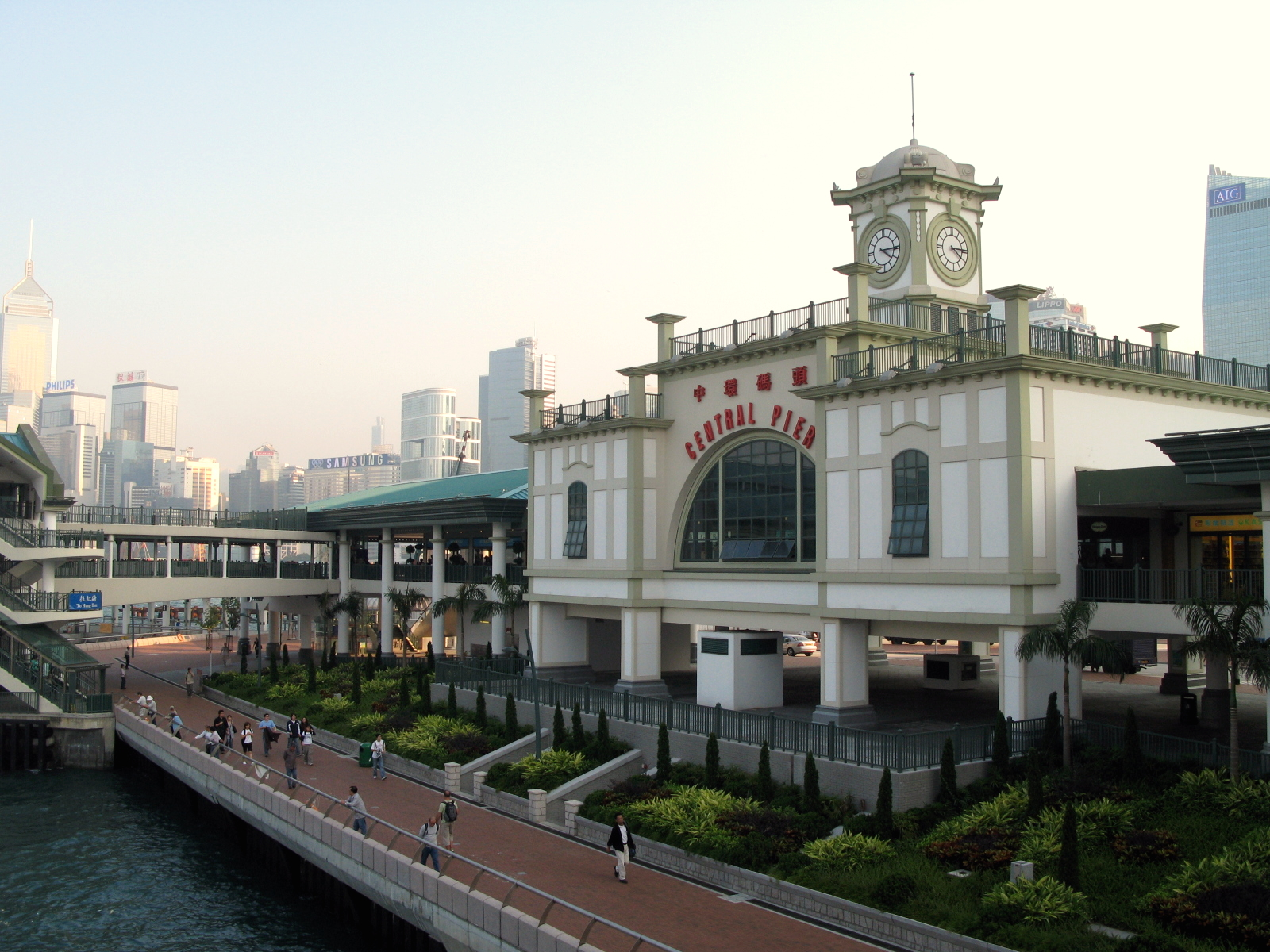
中環7號渡輪碼頭

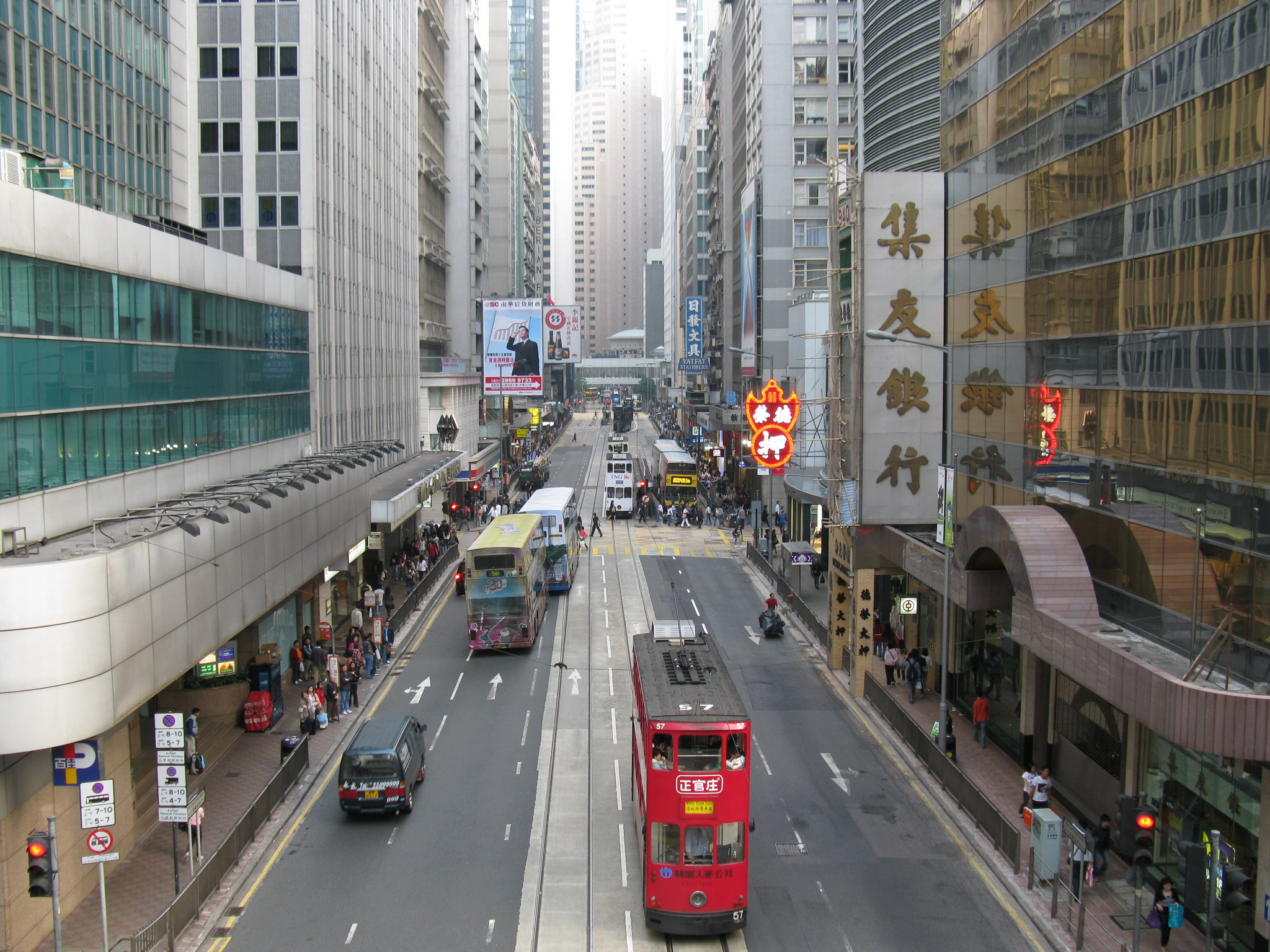
德輔道中

中西區是香港的中心商業區，同時也是香港的交通樞紐，可以各種交通工具連通港九新界。

### 港鐵
港鐵東鐵綫、荃灣綫、港島綫、東涌綫、機場快綫、南港島綫都在中西區設站。而未來的北港島綫與南港島綫（西段）也會在中西區設站。
- █  港島綫：堅尼地城站、香港大學站、西營盤站、上環站、中環站、金鐘站
- █  荃灣綫：中環站、金鐘站
- █  南港島綫、 █  東鐵綫：金鐘站
- █  東涌綫、 █  機場快綫：香港站

### 電車
香港電車建於1904年，西起堅尼地城總站，一路向東，中途還設有石塘咀總站和上環（西港城）總站，貫穿整個中西區北部，並繼續東行進入灣仔區。
- 西行：金鐘站 ⇄ 爹核士街
- 東行：堅尼地城總站 ⇄ 金鐘站

### 山頂纜車
山頂纜車於1888年5月30日通車，是香港最早的鐵路。全線包括中環總站和山頂總站兩個總站都位於中西區內。
- 中環總站 - 堅尼地道站 - 麥當勞道站 - 梅道站 - 白加道站 - 山頂總站

### 道路
香港第一條興建的道路荷李活道即位於中西區。隨後經過中西區多次填海，目前3號幹線的西區海底隧道在中西區上岸，連接4號幹線的干諾道。原來的4號幹線還途經夏慤道和告士打道進入灣仔區，但自從2019年中環及灣仔繞道通車後，4號幹線改道至該道路。
幹線道路
- 3號幹線：西區海底隧道
- 4號幹線：干諾道西、干諾道中、中環灣仔繞道

| 市區道路 - 夏慤道 - 金鐘道 - 龍和道 - 民祥街 - 皇后大道中、皇后大道西 - 德輔道中、德輔道西 - 薄扶林道 - 山道天橋 - 西邊街 - 堅道 - 羅便臣道 - 柏道 - 般咸道 - 花園道 - 上亞厘畢道 - 紅棉路 - 堅尼地道 | 郊區道路 - 山頂道 - 馬己仙峽道 |

### 巴士
巴士
專線小巴
紅色公共小巴
- 香港仔 ⇄ 中環
- 西環
- 旺角
- 觀塘
- 西環 ⇄ 銅鑼灣 ⇄ 筲箕灣
- 荃灣 ⇄ 灣仔（經西區海底隧道）

### 渡輪
中環經過多次填海後，在海邊設立了合共10個中環碼頭，可乘坐天星小輪前往九龍尖沙咀，或乘坐其他公司渡輪前往長洲、梅窩、南丫島、坪洲、珀麗灣、愉景灣等地區。除此以外，位於上環的港澳客運碼頭則有來往澳門以及深圳等境外航線停靠。
渡海小輪
- 中環 ⇄ 尖沙咀
- 中環 ⇄ 長洲
- 中環 ⇄ 梅窩
- 中環 ⇄ 坪洲
- 中環 ⇄ 南丫島（榕樹灣）
- 中環 ⇄ 南丫島（索罟灣）
- 中環 ⇄ 愉景灣
- 中環 ⇄ 馬灣（珀麗灣）
- 港澳碼頭設有航線往來澳門及深圳福永

### 航空運輸
空中快線
- 港澳碼頭往來澳門、深圳及廣州

### 未來
港鐵
- 北港島綫：添馬站（不早於2046啟用）
- █  南港島綫 (西段)：香港大學站

## 外部連結
22°17′12″N 114°09′18″E / 22.28667°N 114.15500°E
- 中西區資訊網 （页面存档备份，存于）
- 中西區區議會 （页面存档备份，存于）
- 中西區分界圖 （页面存档备份，存于）